# Arabitol
Arabitol (arabinitol) je šećerni alkohol. On se može formirati redukcijom arabinoze ili liksoze. Postoje testovi organskim kiselinama za proveru prisustva D-arabinitola. oni mobu da indiciraju prekomerni rast intestinalnih parazita, kao što je Candida albicans, ili drugi vrste kvasca/gljivica.